# Ludwig Mies van der Rohe
Ludwig Mies van der Rohe, narozený jako Maria Ludwig Michael Mies (27. března 1886, Cáchy – 17. srpna 1969, Chicago), byl německý architekt žijící od roku 1938 v USA. Jeho tvorbu po první světové válce výrazně ovlivnily osobnosti jako Walter Gropius či funkcionalista Le Corbusier. V letech 1930–1933 působil jako poslední ředitel výtvarné školy Bauhaus, tuto funkci převzal od Hannese Meyera (1928–1930). Ještě před ním byl ředitelem Bauhausu Walter Gropius (1919–1928). Později se Mies ujal vedení oddělení architektury na Illinois Institute of Technology (zkráceně IIT), technické vysoké škole v Chicagu, kde rozpracoval tzv. druhou chicagskou školu. Spolu s Le Corbusierem, Alvarem Aaltem nebo Frankem Lloydem Wrightem je všeobecně považován za jednoho z průkopníků moderní architektury.
Mies, stejně jako mnoho jeho současníků, usiloval o vytvoření nového architektonického stylu, který by ztělesňoval moderní, poválečnou dobu právě tak, jako ztělesněním své doby byla například architektura antická nebo gotická. Stál u vzniku architektonického stylu, který se vyznačoval maximální čistotou a jednoduchostí a ovlivnil celé dvacáté století. Stavby jeho vrcholného období používaly pro vymezení vnitřních prostor moderní materiály jako například průmyslovou ocel nebo tabulkové sklo. Mies usiloval o architekturu s minimalistickou nosnou konstrukcí, která bude v rovnováze s volně plynoucím otevřeným prostorem. Architekturu svých staveb nazýval architekturou „kosti a kůže”. Snažil se o racionální přístup, který by řídil tvůrčí proces architektonického návrhu, ale především jej zajímalo, jak vyjádřit ducha moderní doby. Mies bývá často spojován se svými krátkými aforismy „méně je více” a „bůh je v detailech”. Měl také v oblibě myšlenky sv. Augustina, zejména jeho výrok: "krása je odleskem pravdy", který sám často používal.
Mezi jeho nejznámější stavby patří Barcelonský pavilon z roku 1929 a brněnská Vila Tugendhat z roku 1930.

## Raná tvorba
Mies se narodil v německých Cáchách. Předtím, než se přestěhoval do Berlína, pracoval v kamenictví svého otce. V Berlíně pak nastoupil do ateliéru interiérového designéra Bruna Paula, 1908–1911 pracoval jako učeň u Petera Behrense, kde započal svou dráhu architekta a kde byl vystaven nejnovějším teoriím designu a moderní německé kultuře. U Behrense měl příležitost pracovat po boku Waltera Gropia a Le Corbusiera, kteří se později také podíleli na vývoji Bauhausu. Ještě jako spolupracovník Behrense působil Mies jako stavbyvedoucí německého velvyslanectví v Petrohradě.
Velmi rychle se poznalo, že je talentovaný, a tak Mies brzy začal přijímat samostatné zakázky, navzdory nedostatku patřičného vzdělání. Znám jako fyzicky impozantní a uvážlivý muž, který toho mnoho nenamluví, Ludwig Mies si brzy změnil jméno, aby tak dosáhl rychlé přeměny ze syna kameníka v architekta pracujícího s berlínskou smetánkou. Ke jménu Mies připojil „van der” a dívčí jméno své holandské matky „Rohe” – použil raději holandského „van der” než německého „von”, které se ze zákona vztahovalo pouze na členy pravé aristokracie.
Svou samostatnou kariéru architekta začal Mies navrhováním domů vyšší vrstvy. Usiloval o návrat k čistotě germánské tradice počátku 19. století. Obdivoval Karla Friedricha Schinkela, pruského klasicistního architekta počátku devatenáctého století. Oblíbil si velké rozměry, pravidelnost rytmických prvků, pozornost vztahu mezi uměním a přírodou a kompozici využívající jednoduché kubistické prvky, které byly pro Schinkela typické. Odmítl eklektické a přeplácané tradiční styly přelomu 19. a 20. století jako pro moderní dobu bezvýznamné.

## Soukromý život
V roce 1913 se Mies oženil s Adele Auguste (Adou) Bruhnovou (1885–1951), dcerou zámožného průmyslníka. V roce 1921 od ženy odchází, z manželství ale vzešly 3 dcery: Dorothea (1914–2008, herečka a tanečnice známá pod jménem Georgia), Marianne (1915–2003) a Waltraut (1917–1959, akademička a kurátorka Institutu umění v Chicagu). Během své vojenské služby v roce 1917 zplodil nemanželského syna. V roce 1925 započal vztah s designérkou Lilly Reichovou, který trval až do jeho odchodu do Spojených států v roce 1938. V roce 1940 se setkal s Lorou Marxovou, která se stala jeho partnerkou až do jeho smrti. Mies také udržoval milostný vztah se sochařkou a sběratelkou umění Mary Calleryovou, které navrhl ateliér v Huntingtonu v New Yorku. Údajně měl i krátký románek s Edith Farnsworthovou, pro kterou navrhl dům Farnsworth. Jeho vnuk Dirk Lohan (* 1938) byl jeho studentem a později pro něho i pracoval.

## Od tradičních stylů k moderně

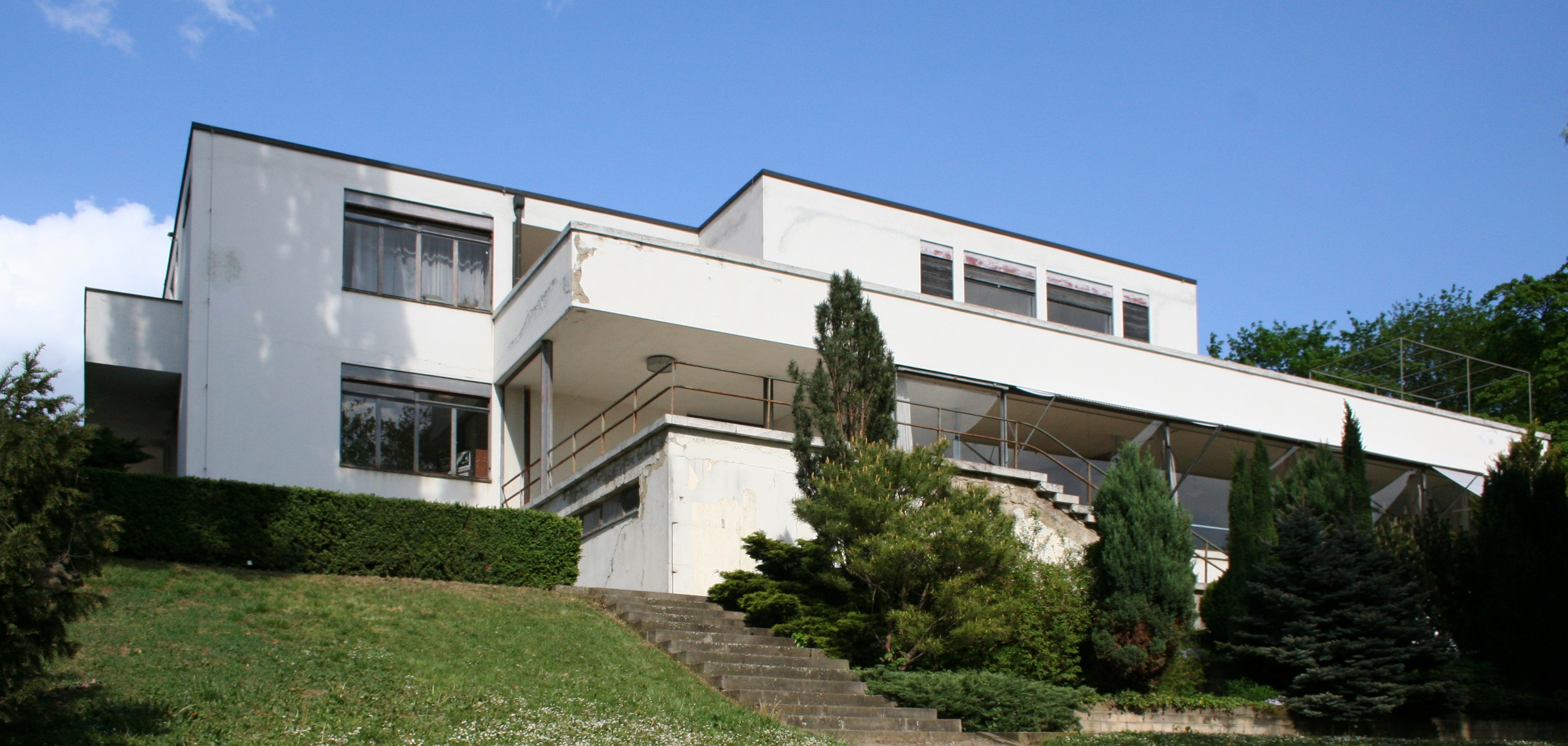
Vila Tugendhat v Brně

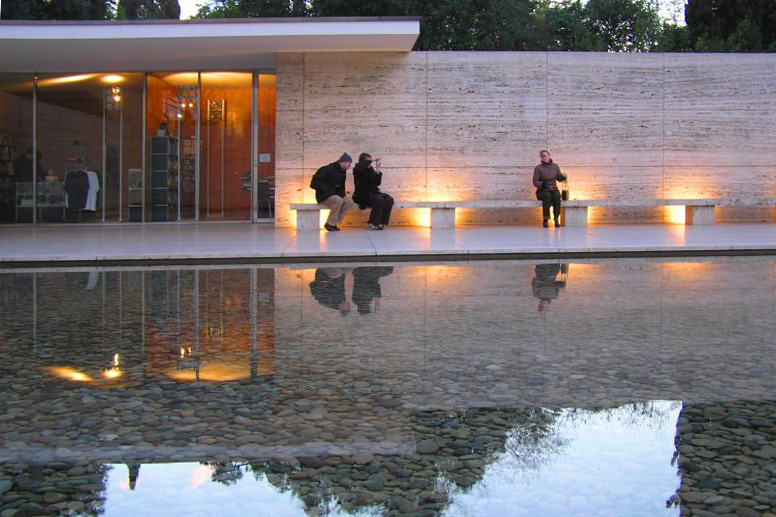
Replika Německého pavilonu v Barceloně

Po první světové válce staví Mies i nadále v tradičním neoklasicistním stylu, současně však začíná experimentovat. Stejně jako jeho avantgardní kolegové se dlouhodobě pokoušel najít nový styl, který by odpovídal moderní průmyslové době. Už od poloviny 19. století byly tradiční styly terčem kritiky progresivních teoretiků – jejich nedostatek spatřovali především v rozporu mezi moderní stavební technologií a jejím zakrytím vnější fasádou s tradičními ornamenty.
Rostoucí kritika historizujících stylů získala po první světové válce značně na kulturní důvěryhodnosti. Válka byla obecně vnímána jako selhání starého světového řádu vedeného císařskou Evropou a tradiční aristokratické historizující styly upadly v nelibost právě proto, že představovaly onen zastaralý sociální systém, který ztratil důvěru a který byl považován za překonaný. Moderní myslitelé vyzývali k novému zpracovávání architektonického návrhu, který by upřednostnil racionální řešení problému a vnější vyjádření moderního materiálu a struktury před vnějším použitím tradičních fasád.
Vedle tradičních neoklasicistních projektů se zároveň začínají i objevovat utopistické projekty, které (i když většina zůstala nerealizovaná) z Miese udělaly proslulého architekta, který dokázal tvořit v souladu s duchem rodící se moderní společnosti. Mies se poprvé uvedl v roce 1921 se svým soutěžním návrhem fasetového proskleného mrakodrapu na berlínské Friedrichstrasse, čímž se odvážně oprostil od jakéhokoli ornamentu. O rok později následoval návrh nového mrakodrapu s názvem Glass Skyscraper, který byl ještě vyšší a zaoblený.
Mies s průkopnickými projekty pokračoval, jejich vrcholem se stala dvě jeho mistrovská díla v Evropě: stavba dočasného německého pavilonu pro Mezinárodní výstavu v Barceloně z roku 1929 a vila Tugendhat v Brně dokončená v roce 1930.
Připojil se k německé avantgardě a stal se spoluzakladatelem moderního designového časopisu G (Gestaltung), jehož první číslo vyšlo v červenci 1923. Význačného postavení dosáhl jako ředitel Werkbundu, kde se podílel na organizaci vybudování sídliště Weissenhof ve Stuttgartu, které bylo vystavěno pro výstavu moderní architektury a které získalo široký ohlas. Také byl jedním ze zakladatelů architektonické skupiny Der Ring. Přijal pozici vedoucího katedry architektury na avantgardní škole umění a designu Bauhausu, jehož funkcionalistické používání jednoduchých geometrických tvarů při návrhu užitkových předmětů plně přijal a rozvíjel. Později se stal jeho posledním ředitelem.
Stejně jako jiní avantgardní architekti i Mies založil své architektonické poslání a zásady na chápání a výkladu myšlenek těch teoretiků a kritiků, kteří uvažovali o klesajícím významu tradičních stylů. Některé teoretické myšlenky přijal za vlastní, jako například estetické principy ruského konstruktivismu a jeho ideologii „účelné“ skulpturální montáže moderních průmyslových materiálů. Mies našel inspiraci u nizozemského uměleckého hnutí De Stijl a v jeho jednoduchých lineárních tvarech a plochách, přesných liniích, čistém využití barev a rozšíření prostoru kolem a vně vnitřních stěn. Miesovi se zejména zamlouvalo Rietveldovo vrstvení dílčích funkčních prostorů uvnitř celkového prostoru a zdůraznění částí.
Myšlenky Adolfa Loose našly u Miese odezvu, především myšlenka nahrazení složitých užitých uměleckých ornamentů přímým zobrazením vlastních vizuálních vlastností materiálu a tvarů. Loos navrhoval, že umění a řemesla by měla být na architektuře zcela nezávislá, že architekt by už neměl řídit ornamenty, jak diktovala[zdroj?] pařížská výtvarná škola École des Beaux-Arts. Mies také obdivoval jeho myšlenky, že i v anonymitě moderního života lze najít ušlechtilost.
Evropští architekti vzhlíželi ke smělým[zdroj?] projektům amerických architektů. Stejně jako další architekti, kteří zhlédli výstavu Wrightových portfolií uspořádanou německým nakladatelem Wasmuthem, uchvátil Miese tzv. volně plynoucí prostor vzájemně propojených místností, které obklopují vnější prostředí, jak ukazují plány otevřeného prostoru Wrightových tzv. prérijních domů.

## Význam
Mies se celý život věnoval náročnému úkolu: vytvořit nový architektonický jazyk, který by mohl reprezentovat novou éru technologie a výroby. Cítil potřebu architektury, která by vyjadřovala a zároveň byla v souladu s dobou, stejně jako se například spiritualismus našel v gotické architektuře. Aby dosáhl svého duchovního cíle, aplikoval disciplinovaný proces návrhu s použitím racionálního myšlení. Věřil, že tvar a uspořádání každého konstrukčního prvku, především zahrnutí uzavřeného prostoru, přispívá k jednotnému výrazu stavby.
Mies byl samouk, který důkladně studoval slavné filozofy a myslitele, aby lépe pochopil povahu a základní vlastnosti technické doby, ve které žil. Z děl filozofů a myslitelů těžil mnohem více[zdroj?] než jakýkoli jiný průkopník modernismu, načerpal tak nápady, které měly význam pro jeho architektonický cíl. Miesova architektura se řídila vysoce abstrakčními zásadami a jeho zobecněné popisy těchto zásad záměrně nechávají prostor pro interpretaci. Přesto jsou jeho stavby výtvorem krásy a řemeslné zručnosti, a když se na ně člověk dívá na vlastní oči, působí velmi bezprostředně a jednoduše.
Po všech stránkách potvrzují jeho stavby snahu o vyjádření moderní doby, a to od celkové koncepce až po nejmenší detaily. Hloubka významu nad rámec estetických kvalit, kterou jeho dílo vyjadřuje, budila pozornost mnoha současných filozofů a teoretiků natolik, aby pokračovali v poznávání jeho architektury a v úvahách nad ní.

## Emigrace do USA
Třicátá léta se nesla ve znamení celosvětové ekonomické krize a úbytku zakázek. V roce 1930 se Mies na žádost svého kolegy Waltera Gropia stal posledním ředitelem živořícího Bauhausu. Když v roce 1932 byla státem podporovaná škola nacisty donucena opustit areál univerzity v Dessau, přesídlil ji Mies do opuštěné továrny na telefony v Berlíně. Už v roce 1933 byl provoz univerzity neudržitelný (v dubnu provedlo gestapo na škole razii), v červenci téhož roku Mies spolu s vedením fakulty tedy odhlasoval uzavření Bauhausu. V té době se zakázky příliš nehrnuly a Mies stavěl velmi málo (jednou z provedených zakázek byl byt architekta Philipa Johnsona v New Yorku) – nacisté Miesův styl odmítli a označili za „neněmecký“.
Protože byl znechucen poměry v Německu a cítil se nešťastný, opustil, ač neochotně, v roce 1937 svou vlast – viděl totiž, že vyhlídky na stavební zakázky jsou téměř nulové, a tak přijal zakázku ve Wyomingu, a později i nabídku stát se vedoucím oddělení architektury na nově založeném Illinois Institute of Technology (IIT) v Chicagu. Tam také představil nový způsob vzdělávání, později známý jako druhá chicagská škola, který ovlivnil Severní Ameriku a Evropu v následujících desetiletích.

## Kariéra ve Spojených státech

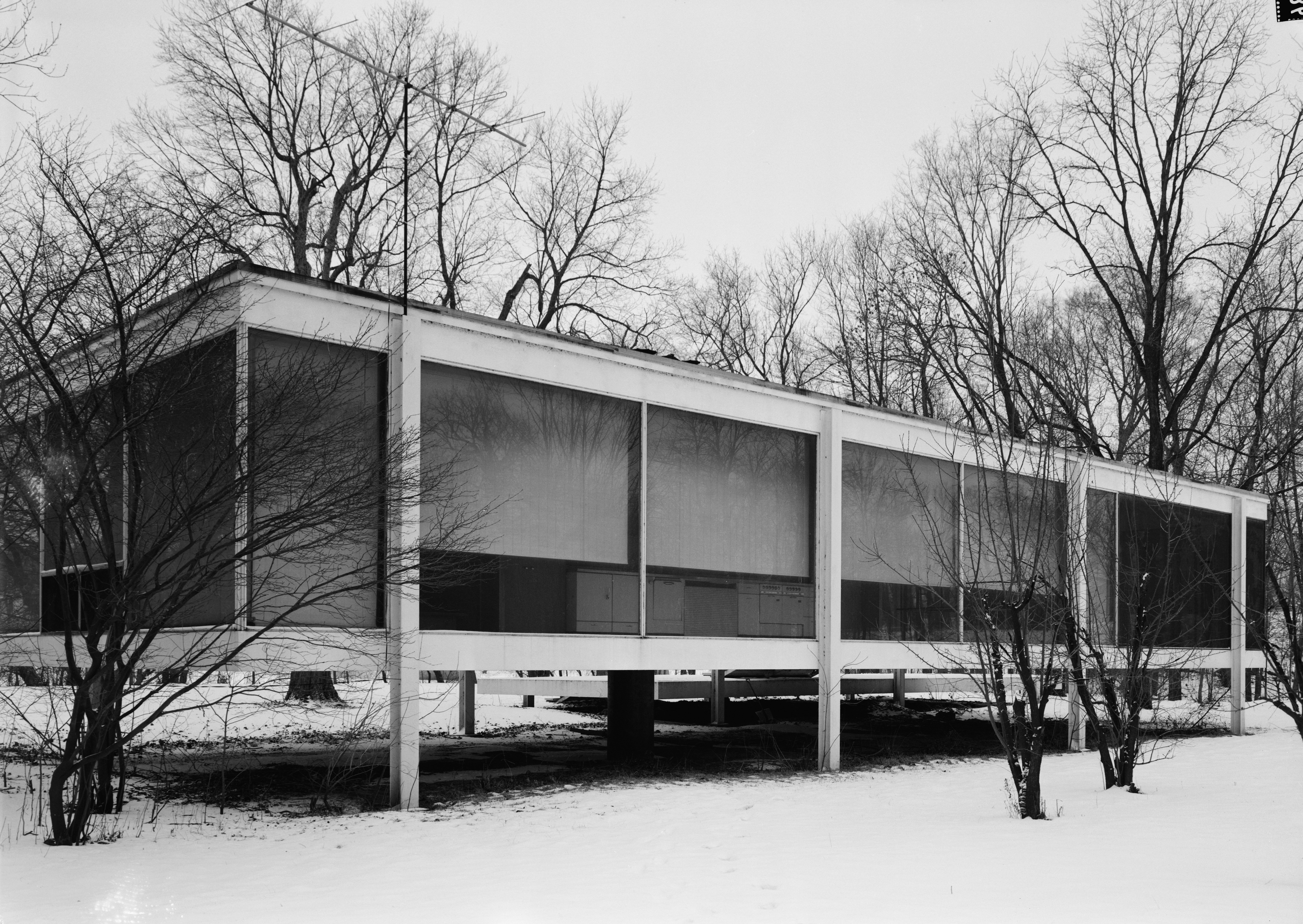
Farnsworth House

Mies pracoval ve svém ateliéru v centru Chicaga po celých 31 let.
Mies se usadil v Chicagu, kde byl jmenován vedoucím oddělení architektury na Illinois Institute of Technology (IIT). Jmenování do této funkce mu přineslo několik výhod, například mu byl zadán návrh nových budov a hlavní plán kampusu. Navrhl zde budovy Alumni Hall, Kapli či jeho vrcholné dílo Crown Hall, navržené jako sídlo oddělení architektury. Crown Hall je obecně považován za Miesovo nejdokonalejší dílo, za formulaci miesovské architektury.[zdroj?]
V roce 1944 získal americké občanství, čímž přetrhal jakékoli vazby s rodným Německem. Po zbylých 30 let života se jeho americká tvorba značí konstrukčním a čistým přístupem k dosažení nové architektury dvacátého století. Zaměřil se na to, jak uzavřít volné a upravitelné univerzální prostory jasně uspořádanou konstrukcí z průmyslové oceli vyplněné velkými tabulkovými skly.
Jeho rané projekty v areálu IIT a projekty pro stavebního investora Herba Greenwalda představily americké společnosti styl, který se zdál být přirozeným vývojem téměř zapomenutého stylu chicagské školy devatenáctého století. Pro mnohé americké kulturní a vzdělávací instituce, investory, veřejné úřady či velké společnosti se jeho architektura, s kořeny v německém Bauhausu a západoevropském internacionálním stylu, stala uznávanou.

## Dílo

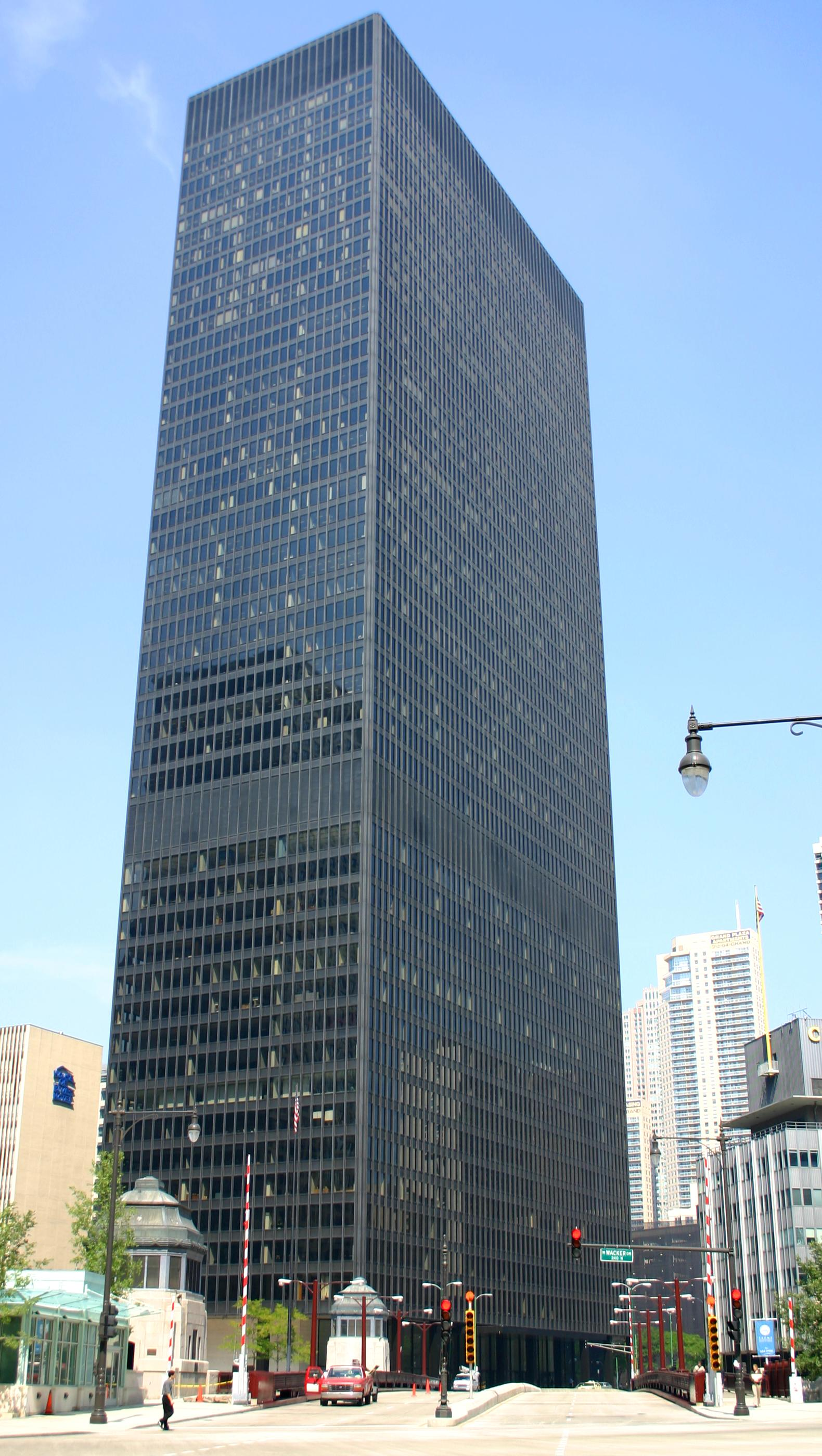
Mrakodrap IBM

- Weissenhof, Stuttgart, Německo (1927)
- Barcelonský pavilon – pavilon německé expozice pro světovou výstavu, Barcelona, Španělsko (1929)
- Vila Tugendhat, Brno, Česko (1930)
- Edith Farnsworth House, Plano, Illinois, USA (1951)
- Bytové domy Lake Shore Drive, Chicago, USA (1952)
- S. R. Crown Hall, IIT, Chicago, USA (1956)
- Seagram Building, Manhattan, New York City, USA (1958)
- Nová Národní galerie, Berlín, Západní Německo (1968)
- I.B.M. – regionální kancelářská budova (spol. C.F. Murphy), Chicago, USA (1973)

## Ocenění
- Zlatá medaile AIA, 1960
- Zlatá medaile RIBA, 1959